# Teateråret 1921

## Händelser

### September
- 6 september - Sveriges första stadsteater invigs i Helsingborg med Shakespeares Trettondagsafton i regi av Gustaf Linden [1] då Hälsingborgs Stads Teater omvandlas till Helsingborgs stadsteater.

### Okänt datum
- På vårvintern (norra halvklotet) upptäcker Agne Beijer den "sovande" Drottningholmsteatern.
- Dramaten hyr nya Nya Intima teatern som en filialteater under namnet Mindre Dramatiska teatern.

## Årets uppsättningar

### April
- 9 april – Avery Hopwoods pjäs Gröna Hissen (Fair and Warmer) från 1915 har svensk premiär på Vasateatern i Stockholm.
- 15 april – Pär Lagerkvists expressionistiska pjäs Himlens hemlighet har premiär [2].

### Juni
- 18 juni – Svenska balettens avantgardistiska musikal Brudparet i Eiffeltornet har premiär i Paris, med masker av Jean Cocteau [3].

### Juli
- 19 juli – Oscar Wennerstens lustspel Gamla herrgården uruppförs på Lisebergs friluftsteater i Göteborg.

### September
- 24 september – Christian Bogø och Axel Frisches pjäs Hemslavinnor har svensk premiär på Folkteatern i Stockholm.

### Oktober
- 15 oktober – August Strindbergs pjäs Hellas har urpremiär på Nationaltheater i Mannheim [4].

### November
- 23 november – Leoš Janáčeks opera Kát'a Kabanová har urpremiär [5].

### December
- 26 december – Zacharias Topelius pjäs Sanningens pärla har Sverigepremiär på Södermalms teater i Stockholm [6].

## Födda
- 4 januari – Torsten Lilliecrona, svensk skådespelare.
- 24 februari – Carl-Gustaf Lindstedt, svensk skådespelare.
- 6 april – Sten Ardenstam, svensk skådespelare.
- 16 april – Peter Ustinov, brittisk skådespelare, dramatiker och regissör.
- 14 maj – Arve Opsahl, norsk skådespelare och komiker.
- 13 juli – Git Gay, svensk skådespelare och revyartist.
- 28 augusti – Barbro Hiort af Ornäs, svensk skådespelare.
- 18 september – Nils Hallberg, svensk skådespelare.
- 25 oktober – Gunnel Broström, svensk skådespelare.
- 30 oktober – Göthe Grefbo, svensk skådespelare.
- 3 november – Fylgia Zadig, svensk skådespelare.
- 26 november – Gertrud Fridh, svensk skådespelare.

## Avlidna
- 2 april – Emil Bergendorff, 56, svensk skådespelare.
- 22 april – Axel Wesslau, 68, svensk skådespelare.
- 6 juli – Bertil Junggren, 38, svensk skådespelare.
- 12 augusti – Hjalmar Lauritz, 40, svensk skådespelare.
- 5 november – Gustaf Fredrikson, 89, svensk skådespelare och tidigare Dramatenchef.